# Gastrogmus
Gastrogmus is een geslacht van kevers uit de familie van de loopkevers (Carabidae). De wetenschappelijke naam van het geslacht is voor het eerst geldig gepubliceerd in 1915 door Sloane.

## Soorten
Het geslacht Gastrogmus is monotypisch en omvat slechts de volgende soort:
- Gastrogmus ischialis Sloane, 1915